# ليليان هيو مورغان
ليليان هيو مورغان (بالإنجليزية: Lilian Vaughan Morgan)‏ هي أحيائية وعالمة وراثة أمريكية، ولدت في 7 يوليو 1870 في نيويورك في الولايات المتحدة، وتوفيت في 6 ديسمبر 1952 في لوس أنجلوس في الولايات المتحدة.☃☃☃☃، قدّمت مساهمات جوهرية في علم الوراثة من خلال أبحاثها على ذبابة الفاكهة كنموذج هام لدراسة الأحياء، بالإضافة إلى المجال العلمي شاركت مورغان في تعليم الأطفال وفي تأسيس مدرسة الأطفال للعلوم في وودز هول ماساتشوستس.شوستس.

## حياتها الباكرة
ولدت مورجان عام  1870في هالويل بولاية مين، مات والداها وشقيقتها الصغرى وهي في الثالثة من عمرها بمرض السل، فنشأت مع أختها الكبرى إديث.
التحقت مورغان بكلية بريان ماور في عام 1887 وتخصصت في علم الأحياء، وفي خريف عام 1891 سافرت مورغان إلى أوروبا للدراسة في جامعة زيورخ مع عالم التشريح أرنولد لانغ، ذلك بفضل نيلها شهاة أفضل خريج، ثم عادت إلى جامعتها الأم بريان ماور عام 1892، نالت إجازة في علم الأحياء في عام  1894لتعود بعدها إلى وودز هول، وتقضي أيام الصيف في تعليم الأطفال ودراسة علم الأجنة عند البرمائيات.

## الحياة العائلية
تزوجت مورغان من توماس هانت عام  1904في سن ال 34، وانتقلا للعيش في نيويورك إذ تولى هانت منصبًا في جامعة كولومبيا، وفي الصيف التالي انتقلا للعيش في كاليفورنيا، حيث نشرت أبحاثها، ثم توقفت عن العمل وإجراء التجارب وإصدار الأبحاث  لمدة ستة عشر عامًا أمضتها في رعاية أطفالها الأربعة هاورد كي مورغان من مواليد 1906، وإديت سامبسون مورغان من مواليد 1907، وليليان فوغان مورغان من مواليد 1910، وإيزابيلا ميريك مورغان من مواليد 1911، ودائمًا ما يذكر أنّ أهم أسباب نجاح زوجها هانت هو تولّي مورغان لكافة المسؤوليات المتعلقة بالمنزل والأطفال، ما أعطاه وقتًا كافيًا للتركيز في أبحاثه.

## مشاركة مورغان في تعليم الأطفال
أسّست مورغان المدرسة الصيفية في وودز هول مع العديد من النساء الأخريات في عام 1913 التي تعرف حاليًا بمدرسة الأطفال للعلوم. فضّلت مورغان العمل خارج الجدران مع الأطفال، لإجراء التجارب ومناقشة المشاكل.

## الأبحاث الأخرى التي عملت عليها مورغان
عادت مورغان إلى أبحاثها في المختبر بعد أن كبر أطفالها، اطلع زوجها على نتائج أعمالها في علم الوراثة وتجاربها التي أجرتها على ذبابة الفاكهة، لكنه رفض التعاون معها وأعطاها قسمًا من مختبره في جامعة كولومبيا بدلًا من ذلك، لم يكن زوجها والعلماء الآخرين مرتاحين أبدًا لفكرة وجودها معهم في المختبر، الذي كان كنادٍ خاص بالرجال، ربما لم تنخرط مورغان مع زملائها لأنها كانت أكبر سنًا، ولم تكن إنسانًا اجتماعيًا محبًّا للكلام، لم تشغل مورغان أي منصب رسمي في الجامعة، ما منعها من المشاركة في أي مؤتمر أو اجتماع، ولم تنشر أبحاثها أثناء فترة عملها معهم.

## أواخر حياتها
انتقلت مورغان مع عائلتها إلى كاليفورنيا في عام 1928، إذ واصلت أبحاثها المتعلقة بذبابة الفاكهة في معهد كاليفورنيا للتكنولوجيا في باسادانا، كان زوجها رئيسًا للقيم آنذاك، توفي الأخير عام 1945، وبعد عام واحد من وفاته شغلت مورغان أول منصب رسمي لها في حياتها كباحث مساعد وهي في سن 76، توفيت مورغان في لوس أنجلوس في عام 1952عن عمر يناهز82 عامًا.